# Suri
Suri (o Siuri) è una suddivisione dell'India, classificata come municipality, di 61.818 abitanti, capoluogo del distretto di Birbhum, nello stato federato del Bengala Occidentale. In base al numero di abitanti la città rientra nella classe II (da 50.000 a 99.999 persone).

## Geografia fisica
La città è situata a 23° 55' 0 N e 87° 31' 60 E e ha un'altitudine di 56 m s.l.m..

## Società

### Evoluzione demografica
Al censimento del 2001 la popolazione di Suri assommava a 61.818 persone, delle quali 31.784 maschi e 30.034 femmine. I bambini di età inferiore o uguale ai sei anni assommavano a 6.564, dei quali 3.385 maschi e 3.179 femmine. Infine, coloro che erano in grado di saper almeno leggere e scrivere erano 45.566, dei quali 25.023 maschi e 20.543 femmine.